# Phytrocaria
Phytrocaria is een kevergeslacht uit de familie van de boktorren (Cerambycidae). De wetenschappelijke naam van het geslacht werd voor het eerst geldig gepubliceerd in 1996 door Wang.

## Soorten
Phytrocaria is monotypisch en omvat slechts de volgende soort:
- Phytrocaria phaea Wang, 1996